# Vincencij Demšar
Vincencij Demšar, slovenski politik, zgodovinar, geograf in pedagog, *  21. januar 1941, Škofja Loka.

## Življenjepis
Diplomiral je na Filozofski fakulteti v Ljubljani na Oddelku za zgodovino in na Oddelku za geografijo. Zaposlen je bil v Loškem muzeju in Arhivu Slovenije, od leta 1990 pa predsednik Izvršnega sveta na Občini Škofja Loka in kasneje načelnik Upravne enote Škofja Loka. V 90. letih je opravljal funkcijo predsednika Komisije za prikrita grobišča Škofja Loka. Leta 1996 je bil izvoljen v 2. državni zbor Republike Slovenije; v tem mandatu je bil član naslednjih delovnih teles:
- Odbor za zdravstvo, delo, družino in socialno politiko (podpredsednik; od 16. januarja 1997),
- Komisija za peticije (od 16. januarja 1997),
- Komisija za nadzor nad delom varnostnih in obveščevalnih služb (15. maj - 25. julij 1997),
- Odbor za notranjo politiko in pravosodje (od 16. januarja 1997) in
- Odbor za kulturo, šolstvo in šport (od 16. januarja 1997).

Piše prispevke s področja zgodovine na Selškem in Škofjeloškem.